# Kortjeva
Kortjeva (på ryska: Корчева) var en gammal stad i centrala Ryssland, i dagens Tver oblast, invid floden Volga. Staden fick stadsstatus 1781 på en order av kejsarinnan Catherine II. I samband med att Ivankovoreservoaren och Moskvakanalen byggdes under Stalins tid vid makten i Sovjetunionen övergavs och förstördes staden. Merparten av staden hamnade året efteråt under vatten. Merparten av de boende omflyttades till näraliggande staden Konakovo. 